# Duduk
Duduk (armenski դուդուկ ili ciranapoh, ծիրանափող) je drveno puhačko glazbalo (aerofon), navodno izvornog armenskog podrijetla, sličan klarinetu ili oboi. Danas je rasprostranjen po velikom dijelu istočne i južne Europe i jugozapadne Azije, od zapadnih obala Kaspijskog mora (Armenija, Iran, Azerbajdžan, Gruzija) i preko anatolskog poluotoka (Turska) pa do u južnu Europu (Srbija, Bugarska, Makedonija), te na području zapadne Rusije i Ukrajine i u Bjelorusiji. Duduk i njegova glazba su upisani na UNESCO-ov Popis nematerijalne svjetske baštine u Aziji i Oceaniji 2009. godine.

## Povijest
Duduk je star najmanje 1500 godina, a njegova glazba seže još u vrijeme vladavine armenskog kralja Tigrana Velikog (95. – 55. pr. Kr.). Izvorni materijal od kojega se radio bio je bambus, dok je pipich izrađivan od specijalne vrste bambusa (gamiš ili jegeg) koji raste u nekim područjima Armenije (poglavito oko rijeke Araks). S kavkaskog područja duduk se širio u dva smjera, jedan na istok preko Anatolije na balkansko područje, čemu su moguće pridonijeli Juruci. Dok je u drugom smjeru putovao na sjever gdje ga znamo među Bjelorusima i Ukrajincima pod imenom 'dudka' ili 'dudki'.

## Odlike
Izvorni armenski duduk proizvodi se od drveta marelice, a u drugim krajevima od drugačijeg pristupačnog materijala. Odlikuje se toplom, mekanom i pomalo nazalnom bojom zvuka. Ovakav duduk od bambusa nazivan je tsiranapogh, a pipich (pisak) je u kasnijoj varijanti jedini ostao od bambusa, dok je ostatak glazbala izrađivan od mareličinog drveta. Nije naodmet spomenuti da se i sama marelica na latinskom zove armenica. Za suvremene armenske majstore ovo drvo je jedino od kojega se duduk proizvodi.
U zapadnoj Ukrajini javlja se u više oblika kao jednocjevna kosa dudka (dentsivka) ili kao skisna dudka (zubivka). I kod Bjelorusa nalazimo dvocijevnu dudku nazivanu dudki ili parnyia dudki, napravljenu od dviju cijevi različitih dužina. Duduk kod Bugara nalazimo pod imenom kaval, dvojanka, ili duduk.
Duduk u Armeniji prati narodne pjesme i plesove različitih regija i vrsta događaja, od vjenčanja do sprovoda. Obično se izvodi u paru tako što jedan svirač stvara glavnu melodiju svirajući kontinuirano zujanje koje održava kružnim uzdisanjem i izdisanjem, dok drugi svirač razvija komplicirane melodije i improvizacije. Pored najpoznatijeg umjetnika na duduku, armenskog glazbenika i skladatelja Djivana Gasparyana (Ջիվան Գասպարյան; 1928., Solag, Armenija), slavni solisti na duduku su Gevorg Dabaghyan i Vache Sharafyan.

## Glavni tipovi duduka

### Armenski duduk
Armenski duduk, čija se starost procjenjuje na unazad najmanje 1,500 godina izaziva velike emocije u duši armenskog naroda, a za velikog Arama Hačaturjana (Արամ Խաչատրյան), to je jedini instruiment koji 'kod njega moža izazvati suze'.
Duduk je cilindričnog oblika, a može se najljepše opisati izrazom „armenski klarinet”. Duljina mu može biti od 28, 33 i 40 centimetara, s osam do 9 zvučnih rupa i jednom za palac. Marelica, drvo koje u zemlji Armenaca raste u planinskim područjima Armenije, najbolji je materijal iz kojega se ovo glazbalo proizvodi. 
Profesionalni duduk dug je između 28 i 40 centimetara, no javlja se i Ghamish, Ramish ili Yegheg, širok jednu inču, dvocijevni, devet do četrnaest centimetara dugačak, učinjen od lokalne trske što raste uz rijeku Aras, poznate kao ramish ili yegheg, i s piskom dugim oko 7,5 cm.

### Makedonski duduk
Makedonski duduk, nazivan ponekad i kaval, sličan je nešto kračoj šupelki ili šupeljki (nastalo od šupalj), rađen od žutike ili javora, ali i od sikamore ili egipatske smokve, ili još neke vrste drveća. Ona ima šest rupa i javlja se u dvije veličine, veća od 70 do 78 centimetara, i manja, nazivana duduče, od 24 do 40 centimetara. Duduk Makedonaca i Bugara može se nazvati i balkanskim dudukom, ali ga se ne smije brkati s pravim kavalom i kavalčetom, popularnim među pastirima, i raširenim po istom južnom području duduka. Kaval su sa sobom vjerojatno donesli ekspanzivni turski Juruci, stočari koji su prodrli na Balkan, pa ga se može naći na Kosovu, Makedoniji i u Bugarskoj.

### Gruzijski duduki
Gruzijski duduki, nacionalno je gruzijsko glazbalo koje se sastoji od dva glavna dijela, cijevi izrađene od drveta marelice ili duda (murve), te piska koji je dvostruk i plosnat, te umetnut u gornji kraj cijevi dudukija.
Duduki je dug 36 centimetara ima osam rupa na gornjoj strani cijevi i jednu na donjoj. Ima dijatonsku skalu, a pritiskom prsta na rupu dobiva se kromatski ton. Koristi se za solo melodije, ali i u kombinaciji s drugim glazbalima. Često svira u malenim ansamblima s dva druga dudukija i doli-bubnjem. Repertoar mu je bogat: svakodnevne ili ljubavne pjesme, komični stihovi, glazba za ples.

### Turski mey
Mey je turski oblik duduka koji se javlja u tri tipa, i srodan je azerskom balabanu, a izrađuje se od šljivovog drveta (najbolje), ali i od duda ili bukve. Mey ima 8 glasnih rupa, sedam na gornjem i jednu na donjem dijelu, ali može imati i 9-10 rupa. Ana mey je dug 40 centimetara, tip orta mey 35 centimetara i cura mey 30 centimetara. Ne smije ga se brkati s kavalom. Turski oblik naziva duduk je düdük.
Azerski balaban identičan je turskom meyu.

## Srodna glazbala
Ostale oblike slične duduku nalazimo u Srbiji gdje se naziva frula, u Grčkoj kao floghera, u Mađarskoj furulya, kod Poljaka se zove fujarka. U Hrvatskoj jedinka predstavlja uz gajde, dvojnice, okarinu, diplice, strančicu, hrvatsko tradicijsko puhačko glazbalo.

## Vanjske poveznice
- THE DUDUK AND ARMENIA by Philip Marsden
- Mey Duduk  Arhivirana inačica izvorne stranice od 28. rujna 2007. (Wayback Machine)
- http://www.armenianduduk.ru/en/#  Arhivirana inačica izvorne stranice od 20. lipnja 2007. (Wayback Machine)
- Bugarski duduk  Arhivirana inačica izvorne stranice od 7. kolovoza 2007. (Wayback Machine)
- Turski mey